# Krajanów
Krajanów is een plaats in het Poolse district  Kłodzki, woiwodschap Neder-Silezië. De plaats maakt deel uit van de gemeente Nowa Ruda en telt 160 inwoners.